# Barrage de Karacaören II
Pour les articles homonymes, voir Barrage de Karacaören.
Le barrage de Karacaören II est un barrage de Turquie en aval du barrage de Karacaören I.

## Sources
- (en) www.dsi.gov.tr/tricold/karacaor.htm Site de l'agence gouvernementale turque des travaux hydrauliques